# ビアンドロンノ
ビアンドロンノ（伊: Biandronno）は、イタリア共和国ロンバルディア州ヴァレーゼ県にある、人口約3,200人の基礎自治体（コムーネ）。

## 地理

### 位置・広がり

#### 隣接コムーネ
隣接するコムーネは以下の通り。
- バルデッロ・コン・マルジェッソ・エ・ブレーガノ
- カッツァーゴ・ブラッビア
- ガヴィラーテ
- テルナーテ
- トラヴェドナ＝モナーテ
- ヴァレーゼ

### 地震分類
イタリアの地震リスク階級 (it) では、4 に分類される
。

## 自然・環境
沼地の複合体である Palude Brabbia は、ラムサール条約の定める「国際的に重要な湿地」に登録されている（カッツァーゴ・ブラッビア、イタリアのラムサール条約登録地一覧も参照）。